# La sposa di Boston
La sposa di Boston (The Story of Alexander Graham Bell) è un film del 1939 diretto da Irving Cummings.
In Italia venne proiettato solo dopo la fine della seconda guerra mondiale perché il regime non voleva che si sollevassero questioni circa la paternità del telefono (attribuita poi ufficialmente ad Antonio Meucci).

## Trama
Biografia in parte romanzata di Alexander Bell al tempo in cui insegnava ai muti di Boston, il suo incontro con una ricca ereditiera, il matrimonio ed il finanziamento delle sue ricerche da parte del suocero.